# Russell A. Hulse
Russell Alan Hulse (født 28. november 1950) er en amerikansk fysiker, der modtog nobelprisen i fysik i 1993 sammen med sin specialevejleder Joseph Hooton Taylor Jr., "for opdagelsen af en ny type pulsar, en opdagelse der åbnede for nye muligheder i studiet af gravitation". Han har særligt forsket i pulsarer i gravitationsbølger.